# Saint-Père (Yonne)
Pour les articles homonymes, voir Saint-Père.
Saint-Père , anciennement dénommée Saint-Père-sous-Vézelay , est une commune du département de l'Yonne, dans la région Bourgogne-Franche-Comté, en France. Elle est labellisée Cité de Caractère de Bourgogne Franche-Comté depuis 2019.

## Géographie
Saint-Père est traversé par la Cure, affluent de l'Yonne et rivière de première catégorie (dit « rivière à truite »). Le village se trouve dans un « creux » cerné de toute part de lieux d'altitude (Vézelay, le Terria, Vignes et Avallon). Deux autres villages se trouvent sur la commune : Fontette et Nanchèvre.

### Communes limitrophes
Les communes limitrophes sont Tharoiseau, Pierre-Perthuis, Asquins, Domecy-sur-le-Vault, Foissy-lès-Vézelay, Menades et Vézelay.

### Climat
Pour des articles plus généraux, voir Climat de la Bourgogne-Franche-Comté et Climat de l'Yonne.
En 2010, le climat de la commune est de type climat océanique dégradé des plaines du Centre et du Nord, selon une étude du Centre national de la recherche scientifique s'appuyant sur une série de données couvrant la période 1971-2000. En 2020, Météo-France publie une typologie des climats de la France métropolitaine dans laquelle la commune est exposée à un climat océanique altéré et est dans la région climatique  Lorraine, plateau de Langres, Morvan, caractérisée par un hiver rude (1,5 °C), des vents modérés et des brouillards fréquents en automne et hiver. 
Pour la période 1971-2000, la température annuelle moyenne est de 11,1 °C, avec une amplitude thermique annuelle de 16,1 °C. Le cumul annuel moyen de précipitations est de 764 mm, avec 12 jours de précipitations en janvier et 7,8 jours en juillet. Pour la période 1991-2020, la température moyenne annuelle observée sur la station météorologique de Météo-France la plus proche, « Merry-sur-Yonne », sur la commune de Merry-sur-Yonne à 15 km à vol d'oiseau, est de 11,5 °C et le cumul annuel moyen de précipitations est de 776,9 mm. 
La température maximale relevée sur cette station est de 40,7 °C, atteinte le 7 août 2003 ; la température minimale est de −22 °C, atteinte le 16 janvier 1985,,. 
Les paramètres climatiques de la commune ont été estimés pour le milieu du siècle (2041-2070) selon différents scénarios d'émission de gaz à effet de serre à partir des nouvelles projections climatiques de référence DRIAS-2020. Ils sont consultables sur un site dédié publié par Météo-France en novembre 2022.

## Urbanisme

### Typologie
Au 1er janvier 2024, Saint-Père est catégorisée commune rurale à habitat dispersé, selon la nouvelle grille communale de densité à sept niveaux définie par l'Insee en 2022.
Elle est située hors unité urbaine. Par ailleurs la commune fait partie de l'aire d'attraction d'Avallon, dont elle est une commune de la couronne,. Cette aire, qui regroupe 74 communes, est catégorisée dans les aires de moins de 50 000 habitants,.

### Occupation des sols
L'occupation des sols de la commune, telle qu'elle ressort de la base de données européenne d’occupation biophysique des sols Corine Land Cover (CLC), est marquée par l'importance des territoires agricoles (77,4 % en 2018), une proportion identique à celle de 1990 (77,4 %). La répartition détaillée en 2018 est la suivante : 
prairies (44 %), terres arables (23,9 %), forêts (15,9 %), zones agricoles hétérogènes (6,8 %), milieux à végétation arbustive et/ou herbacée (4,7 %), cultures permanentes (2,7 %), zones urbanisées (2 %). L'évolution de l’occupation des sols de la commune et de ses infrastructures peut être observée sur les différentes représentations cartographiques du territoire : la carte de Cassini (XVIIIe siècle), la carte d'état-major (1820-1866) et les cartes ou photos aériennes de l'IGN pour la période actuelle (1950 à aujourd'hui).

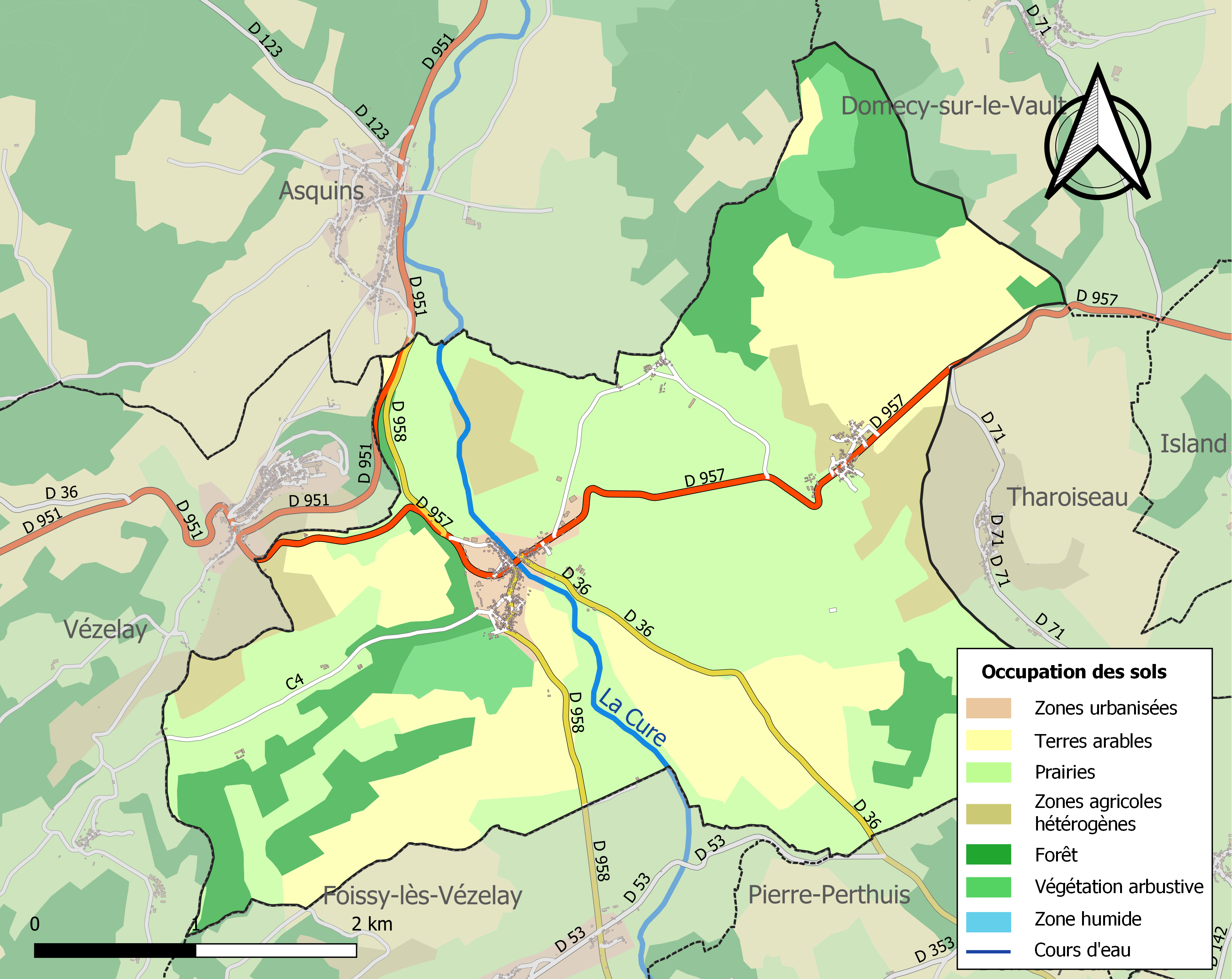
Carte des infrastructures et de l'occupation des sols de la commune en 2018 (CLC).

## Histoire
Établi de très longue date, Saint-Père est situé près du gué de l'ancienne voie menant d'Autun à Auxerre par Quarré-les-Tombes.

### Préhistoire
Vers 6000 av. J.-C., des Hommes s'installent sur le site de Saint-Père car la terre y est fertile et l'eau proche. De cette époque, les fouilles archéologiques ont mis au jour un caillebotis constitué de galets brisés et des silex taillés.

#### Puits néolithique de captage des eaux
En 1933, un puits vertical cylindrique de 1,5 m de diamètre environ, est partiellement démoli lors de l'extraction de sable. Ce puits, creusé dans le sable, avait ensuite été comblé avec de l'argile ; il n'y avait pas de boisements d'étayage.
Tentant de dégager le puits d'argile en 1938 ou 1939, René Louis et Robert Dauvergne sont arrêtés à 4 m de profondeur par des infiltrations d'eau.
Les Fontaines salées, au sud-est de Saint-Père-sous-Vézelay et proches de la Cure, s'appelaient anciennement le puits de sel. Elles ont été utilisées dès 2300 ou 2200. C'est l'âge des seize chênes évidés qui ont servi à fabriquer des puits de captage des eaux, et qui sont dans un très bon état de conservation. La grosseur de ces arbres laisse supposer qu'ils ont été conservés sur plusieurs générations avant d'avoir été abattus pour cet usage, un travail collectif mené à bien à l'aide de haches en cuivre ou en bronze. Deux techniques différentes ont été mises en œuvre pour ce faire, par deux groupes différents. Abandonné après l'âge du bronze ancien, les puits ont été comblés par les alluvions des crues de la Cure. Ensuite, certains puits ont été réutilisés à la fin de l'âge de bronze - peut-être pour abreuver du bétail. Il faut attendre l'âge du fer pour y voir une production de sel par le feu.

#### Nécropole du champ d'urnes
Au lieu-dit le Poron, anciennement le Perron, une défense de mammouth a été trouvée en 1930 dans une sablière exploitée, à 1 m de profondeur. Des ossements et fragments de poterie sombre se trouvaient dans la couche de terre recouvrant le sable, aux environs proches de la carrière de sable. En 1934 une imbrex gallo-romaine intacte est mise au jour ; puis à une profondeur variant de 50 cm à 60 cm, une sépulture en 1937, une en 1938 et, à la suite des premières fouilles de René Louis et Robert Dauvergne, trois autres en 1939. Ces cinq sépultures trouvées paraissent former trois rangs avec des espacements de 2 m entre chaque sépulture, et vraisemblablement il s'agit d'un « champ d'urnes » avec de nombreuses autres sépultures.
Outre les restes d'ossements humains, la deuxième urne funéraire trouvée entière contenait une autre urne de même modèle mais assez petite pour passer par le col de la grande urne, ainsi qu'un bol, deux bracelets de bronze, et une pointe de flèche néolithique en silex avec pédoncule et barbelures, craquelée comme après un passage dans le feu.
Ces « champs d'urnes » sont bien connus en Bohême, Allemagne du Sud, Rhénanie, Bavière, Suisse et Italie du nord. Ils sont datés de la période entre l'âge du Bronze et l'âge du fer (bronze final III) et correspondent à un peuple probablement originaire de Hongrie et de Lusace, où la culture des urnes a remplacé celle des tumulus vers 1200 à 1000 av. J.-C.. Puis, ce peuple s'est étendu entre 1000 et 800 av. J.-C. en Allemagne du sud et la Haute vallée du Rhin, ensuite en Bavière, Suisse et Italie du nord. Les urnes globuleuses à haut col remplacent alors celles bicôniques (carénées) à col court et évasé. Selon Bosch Gimpera, un groupe de ce peuple, parti de Bavière, Wurtemberg et Bâle, serait passé par la trouée de Belfort pour arriver au centre de la France (champs d'urnes de Pougues-les-Eaux - aussi une station thermale - dans la Nièvre, de Dompierre-sur-Besbre dans l'Allier) ; et aurait ensuite contourné les Cévennes par l'ouest pour arriver dans le Tarn (nombreuses nécropoles vers Saint-Sulpice-la-Pointe), la plaine de Toulouse et les Pyrénées. Un autre groupe du même peuple, passant par le plateau suisse et la vallée du Rhône où il aurait remplacé la civilisation palafitte, aurait suivi le bord de la Méditerranée pour peupler le Roussillon et le Narbonnais. Une autre nécropole découverte en 1935 à Granges près de Chalon-sur-Saône viendrait appuyer cette hypothèse. Les quatre champs d'urnes du centre de la France connus fin XIXe siècle sont tous localisés dans des bancs de sable (en sus de nombreuses autres ressemblances).

### Antiquité

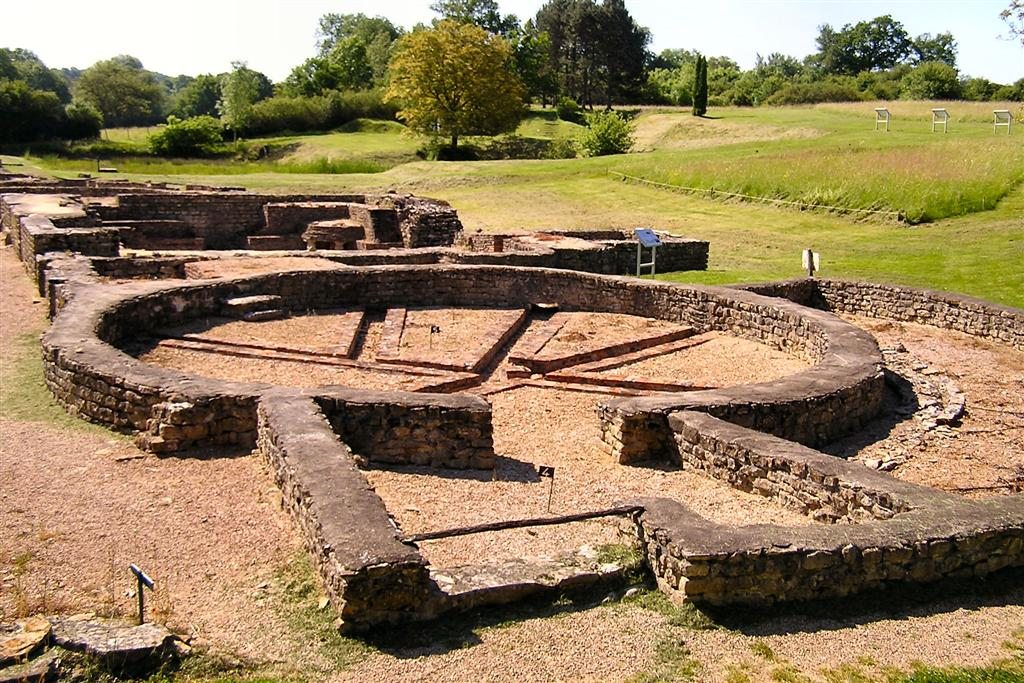
Les vestiges des thermes romains sur le site des Fontaines Salées.

Le matériel céramique et métallique retrouvé entre le village et la chapelle Saint-Jean-Baptiste indique une fréquentation importante depuis la Tène finale jusqu'au Ve siècle.
En 1935-1936, un mur de 80 mètres est découvert le long de la chapelle, des thermes gallo-romains avec plusieurs sanctuaires de source, et d'anciens captages néolithiques sont reconnus. Plusieurs exploitations de fer étaient présentes dans les environs proches et une activité commerciale s'était donc établie,,. Charles Beyney a également trouvé au lieu-dit Corvée St-Jean près de la Brèche, des pièces romaines, céramiques, tuiles romaines, pilette d’hypocauste, verre, un fût de colonne de 67 cm de diamètre (maintenant au musée de St-Père sauf les murs et le fût de colonne). Des photos aériennes indiquent un grand domaine rural, appelé Vercellacus à partir du IVe siècle (du nom de son propriétaire), transmis en tant que villa carolingienne.
Au Ier siècle, un propriétaire terrien dénommé Vercellus s'installe probablement à l'emplacement de l'actuel porche de Notre-Dame de Saint-Père. De cette ancienne demeure, des vestiges archéologiques comme les fondations de la maison, une tête d'Aphrodite en marbre blanc et des fragments de colonnes,.
Des ruines de la chapelle Saint-Jean-Baptiste datant du IVe siècle ont été explorées par l'abbé Pissier au début du XXe siècle.

### Moyen Âge
La Geste des évêques d’Auxerre donne le nom "Vidiliacus" lors du don de Domecy avec Vézelay par Aunaire à Saint-Germain en 590 (« cum Vidiliaco »). Ce nom s'est transmis vers la colline de Vézelay. Par ailleurs on a découvert en 2012 un mur carolingien sous le cloître de Vézelay. Des sarcophages mérovingiens ont été retrouvés dans le sous-sol de l'église Saint-Pierre, et sous l'un d'eux un sarcophage plus ancien.
En 858 un monastère a été fondé par Girart comte de Vienne. Installé sur la colline, on ne sait pas s'il occupait dans ses débuts le site de l'église actuelle, mais il y a continuité d'occupation du site entre l'Antiquité et le Moyen Âge, comme l'ont démontré des fouilles réalisées dans le sous-sol de l'église Saint-Pierre.
Les historiens situent sur son territoire la bataille de Vaubeton entre les troupes de Charles le Chauve et celles de Girard de Roussillon.

### Époque moderne
Le bourg fut appelé « Val-en-Sel » pendant deux ans après la Révolution, bien que les sources en usage aient été volontairement comblées en 1767 pour empêcher la production locale de sel.
Au XVIIIe siècle le ru du Val de Poirier (« des Perriers ») a été détourné à l'aide d'une digue pour établir un jardin. Il avait auparavant alimenté en eau le domaine gallo-romain puis les fossés moyenâgeux.
Le village d'aujourd'hui est construit sur la partie habitat du domaine gallo-romain, avec l'église Notre-Dame près de l'ancien hypocauste.

## Économie
Le village est connu pour son restaurant gastronomique "L'Espérance", aujourd’hui fermé, fondé en 1972 par le chef Marc Meneau. À la fin de sa vie, Serge Gainsbourg y vécut six mois, jusqu'à la fermeture annuelle de l'établissement en janvier 1991,

## Politique et administration
| Période | Période  | Identité        | Étiquette | Qualité        |
| ------- | -------- | --------------- | --------- | -------------- |
|         |          |                 |           |                |
| 1977    | en cours | Christian Guyot | PS        | ex-instituteur |

## Démographie
L'évolution du nombre d'habitants est connue à travers les recensements de la population effectués dans la commune depuis 1793. Pour les communes de moins de 10 000 habitants, une enquête de recensement portant sur toute la population est réalisée tous les cinq ans, les populations de référence des années intermédiaires étant quant à elles estimées par interpolation ou extrapolation. Pour la commune, le premier recensement exhaustif entrant dans le cadre du nouveau dispositif a été réalisé en 2004.

En 2022, la commune comptait 287 habitants, en évolution de −9,75 % par rapport à 2016 (Yonne : −1,95 %, France hors Mayotte : +2,11 %).
| 1793  | 1800  | 1806  | 1821  | 1831  | 1836  | 1841  | 1846  | 1851  |
| ----- | ----- | ----- | ----- | ----- | ----- | ----- | ----- | ----- |
| 1 385 | 1 246 | 1 356 | 1 401 | 1 476 | 1 539 | 1 038 | 1 072 | 1 112 |

| 1856  | 1861  | 1866  | 1872  | 1876  | 1881  | 1886 | 1891 | 1896 |
| ----- | ----- | ----- | ----- | ----- | ----- | ---- | ---- | ---- |
| 1 088 | 1 069 | 1 073 | 1 023 | 1 018 | 1 001 | 987  | 951  | 906  |

| 1901 | 1906 | 1911 | 1921 | 1926 | 1931 | 1936 | 1946 | 1954 |
| ---- | ---- | ---- | ---- | ---- | ---- | ---- | ---- | ---- |
| 870  | 836  | 770  | 587  | 602  | 563  | 538  | 492  | 432  |

| 1962 | 1968 | 1975 | 1982 | 1990 | 1999 | 2004 | 2006 | 2009 |
| ---- | ---- | ---- | ---- | ---- | ---- | ---- | ---- | ---- |
| 377  | 402  | 348  | 356  | 348  | 385  | 380  | 385  | 370  |

| 2014 | 2019 | 2022 | - | - | - | - | - | - |
| ---- | ---- | ---- | - | - | - | - | - | - |
| 320  | 295  | 287  | - | - | - | - | - | - |

## Lieux et monuments

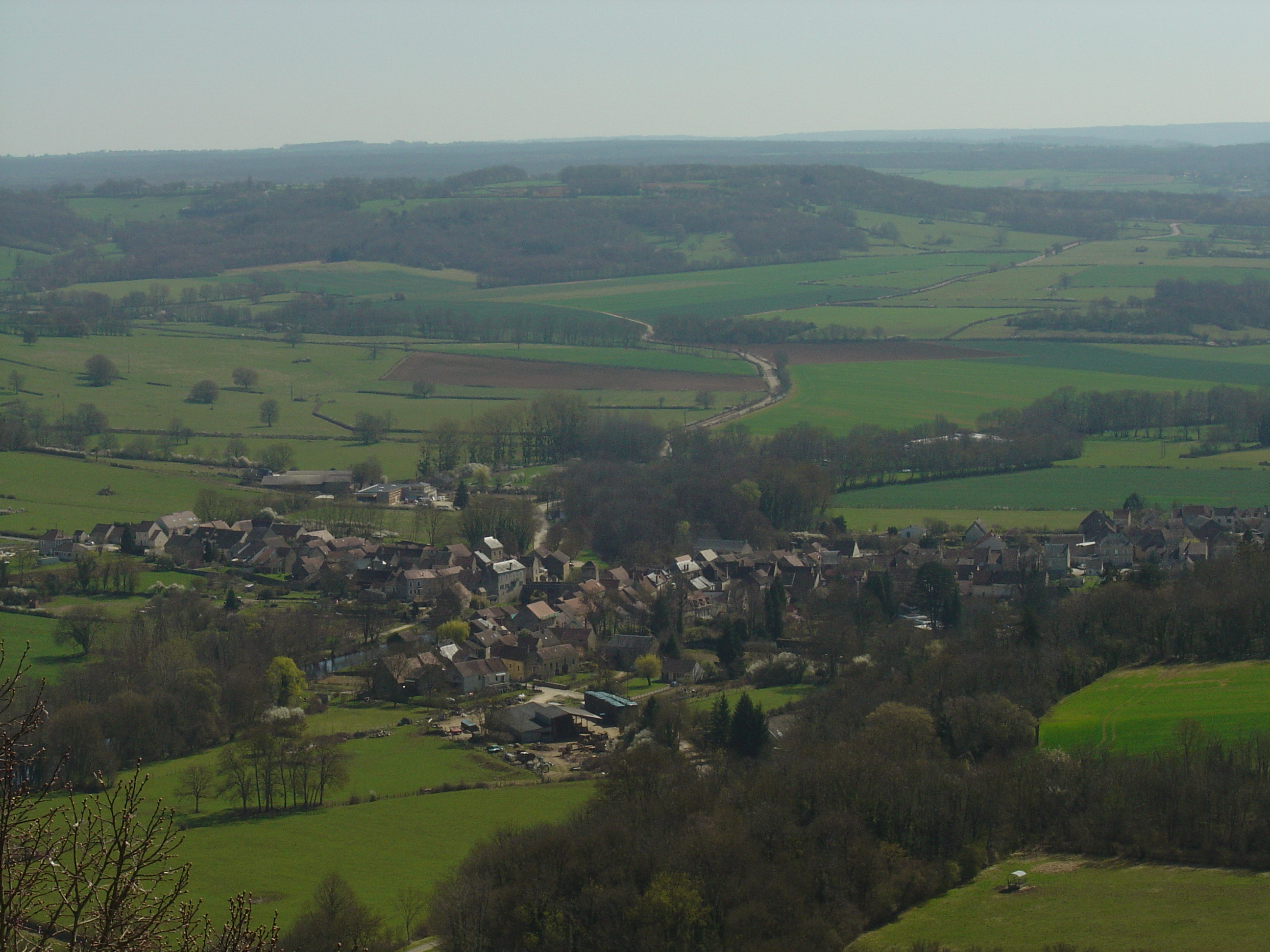
Vue générale du village depuis le jardin de la basilique de Vézelay.

- L'église Notre-Dame de Saint-Père a été classée monument historique depuis 1840[37]. Construite du XIIIe au XVe siècle, c'est un chef-d'œuvre de l'art gothique rayonnant bourguignon. Le clocher du XIIIe siècle, haut de 50 mètres (34,30 mètre hors flèche) est remarquable. L'église fait aussi 50 m hors-tout. À l'extérieur, un porche couvert et clos typique de Bourgogne. À l'intérieur, deux chapiteaux dont une tête de noir et une tête d'avare très abîmée dont deux dragons mangent les oreilles restées sourdes aux appels. La note d'actualité du Bulletin monumental N° 178/3 de septembre 2020 (p. 427 à 429) a permis d'identifier une belle tête du roi David au portail du XIIIe siècle, elle est déjà "inscrite" aux Monuments historiques et sera bientôt "classée"<Philippe Beyney>. La coûteuse rénovation oblige à faire appel à la générosité des habitants d'une modeste commune de 385 habitants. Très peu de messes y sont célébrées.

- Le site archéologique des Fontaines Salées : thermes romains et sanctuaire, bassin cultuel celte, captages du néolithique.
- Le musée des fouilles des Fontaines Salées situé au pied de l'église. Il abrite principalement les trouvailles archéologiques du Site des Fontaines Salées. L'essentiel des collections est constitué par des céramiques, monnaies, bijoux, statuettes, Ex-voto.
- Chapelle Sainte-Marie à Fontette construite en 1657.
- Les vestiges de l'ancienne église de Saint-Père.
- Sentier du GR 13 au Nord vers Fontainebleau, au Sud vers le lac des Settons, Bibracte, Autun ou Bourbon-Lancy.
- GR de Pays Tour du Morvan qui traverse le Parc Naturel du Morvan et relie les 6 grands lacs du Morvan : le lac de Chamboux, le lac de Chaumeçon, le lac du Crescent, le lac de Pannecière, le lac de Saint-Agnan et le lac des Settons.
- Passage de la Via Agrippa de l'Océan le long de la Cure.
- Les ruines de la chapelle de Nanchèvre sont sous la végétation et sur un terrain privé.

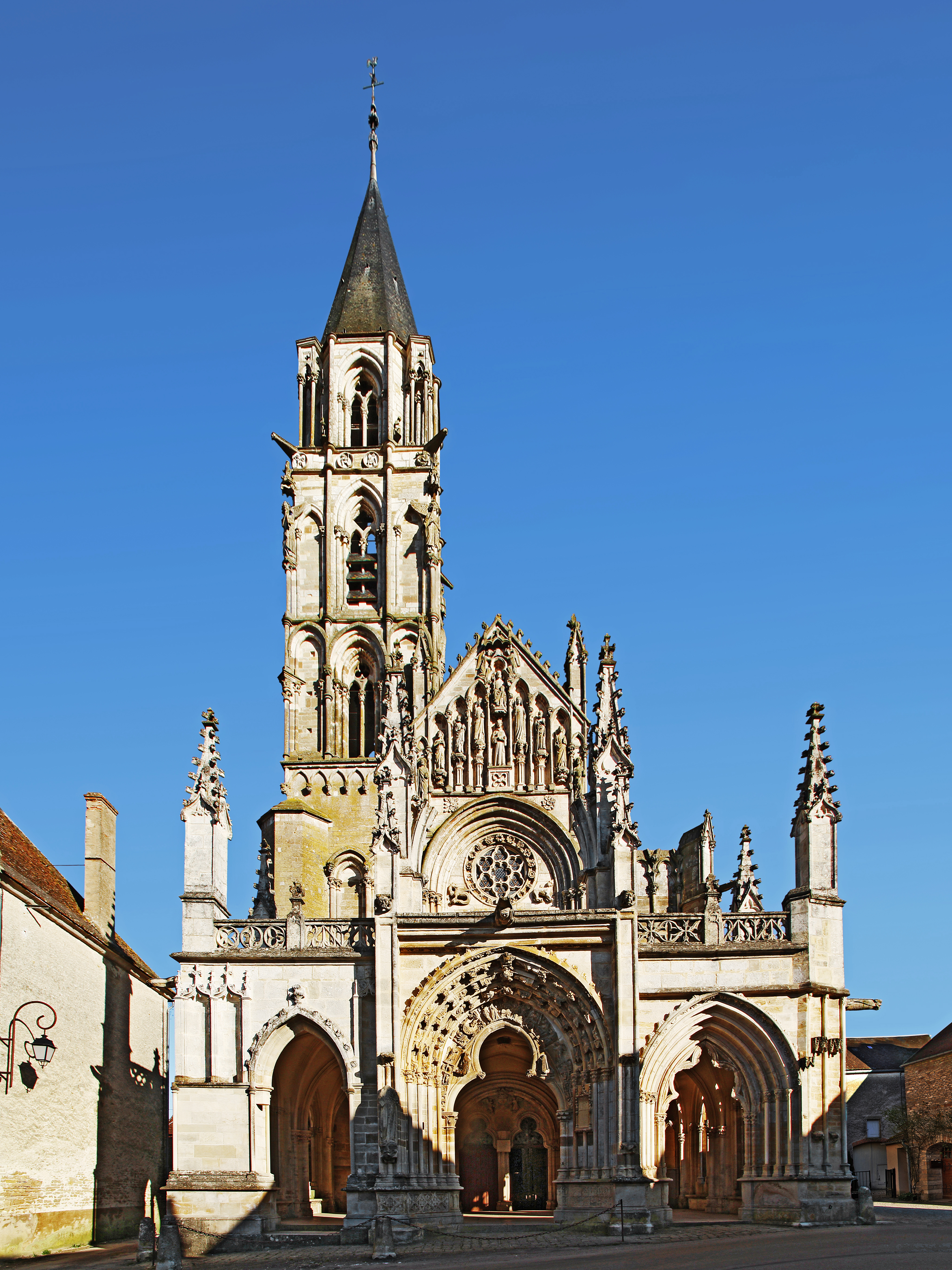
Église Notre-Dame.
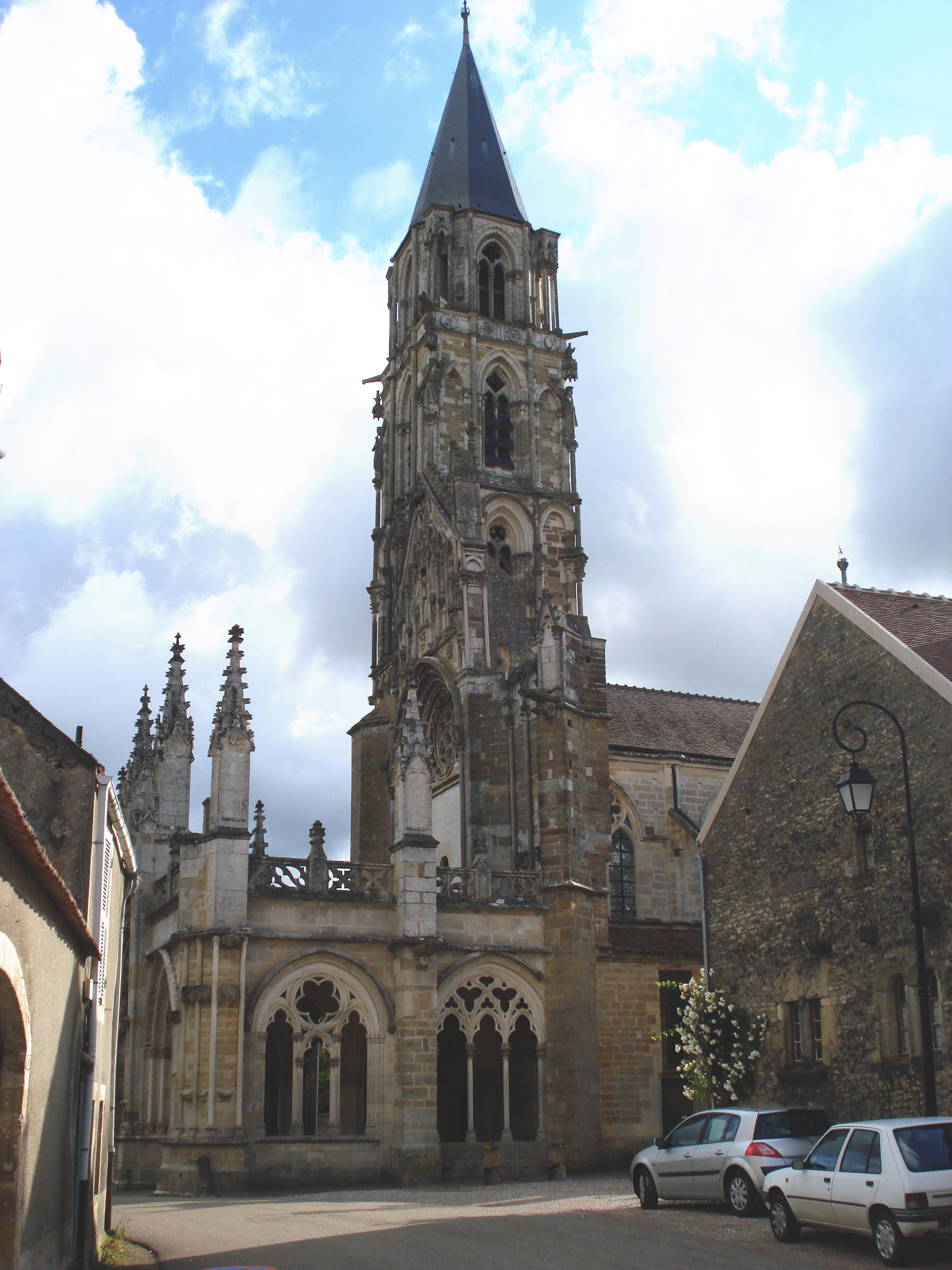
Clocher de l'église.
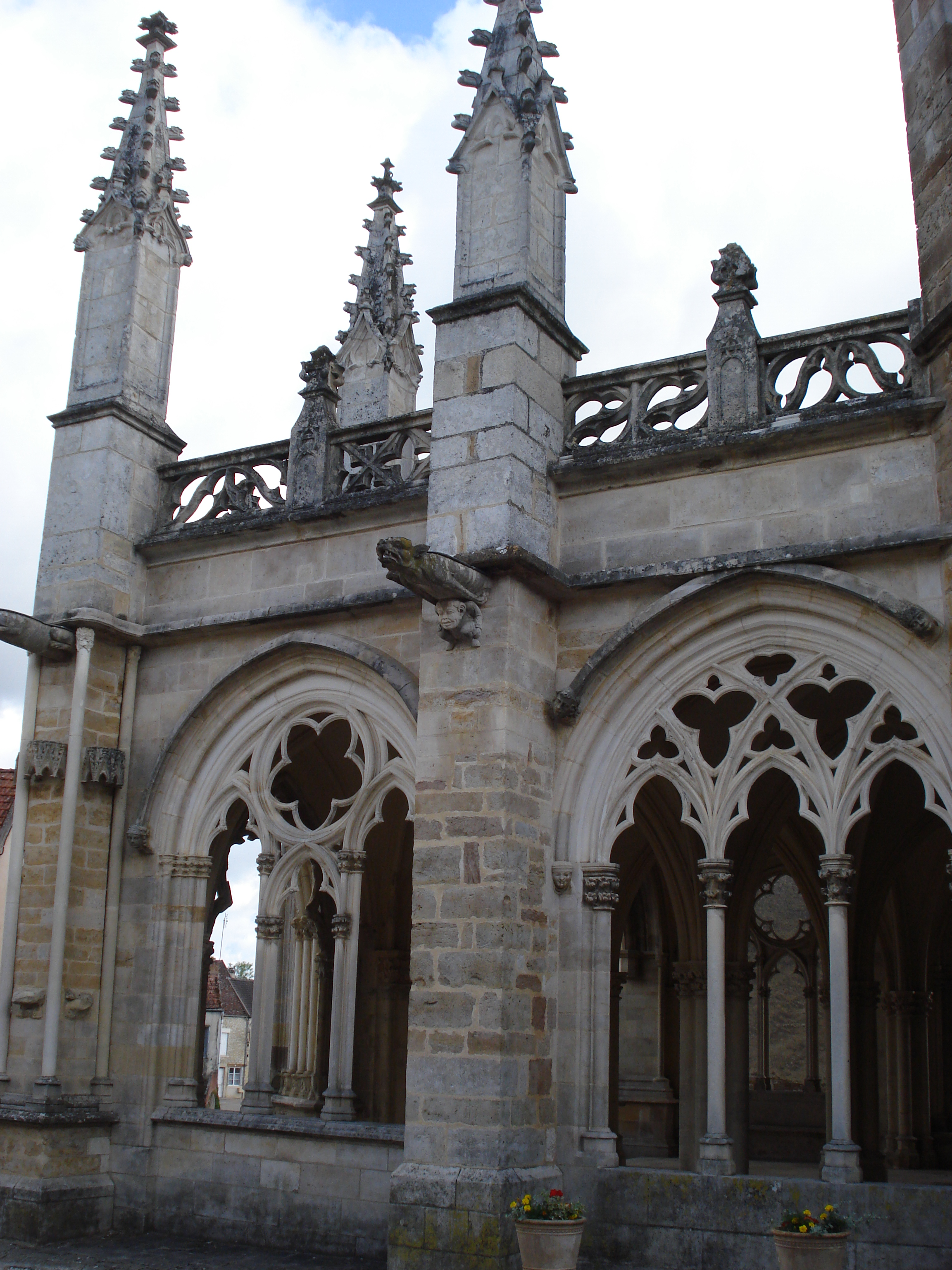
Narthex de l'église.
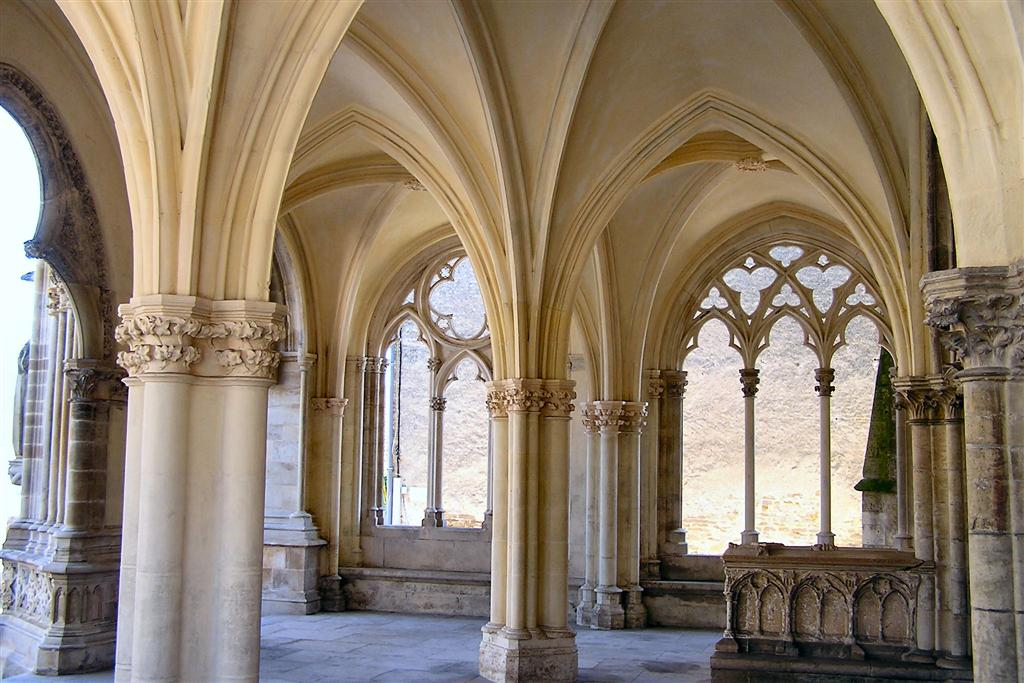
Porche couvert de l'église.
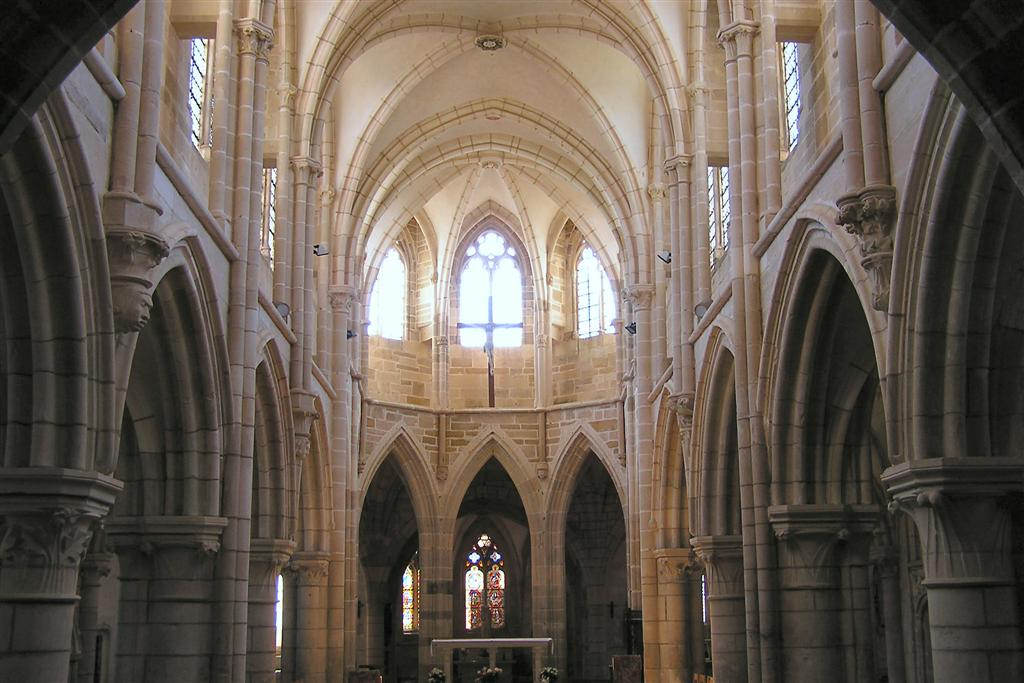
Nef de l'église Notre-Dame.
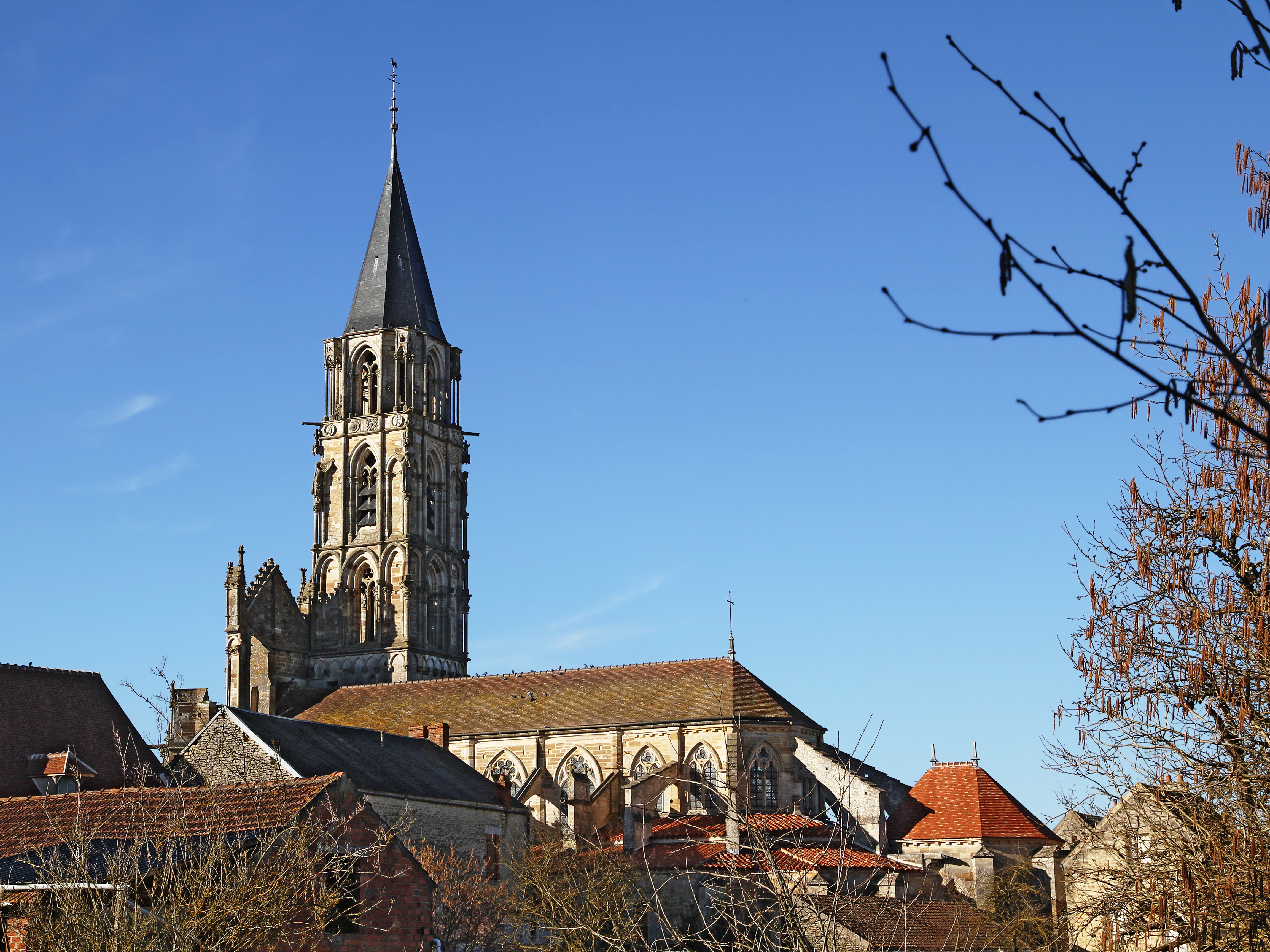
Église vue de l'extérieur du village.
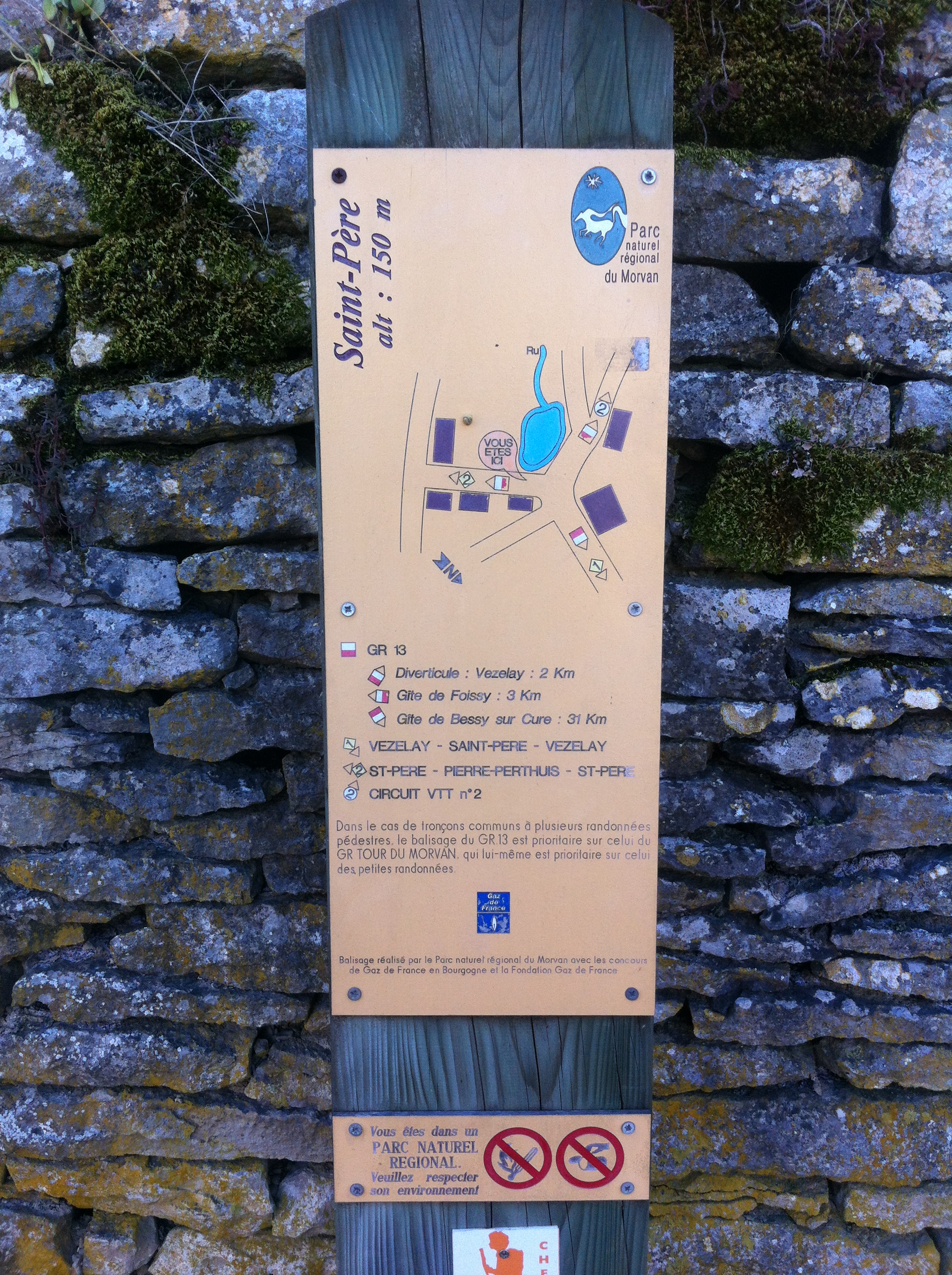
GR 13 et GR de Pays Tour du Morvan.
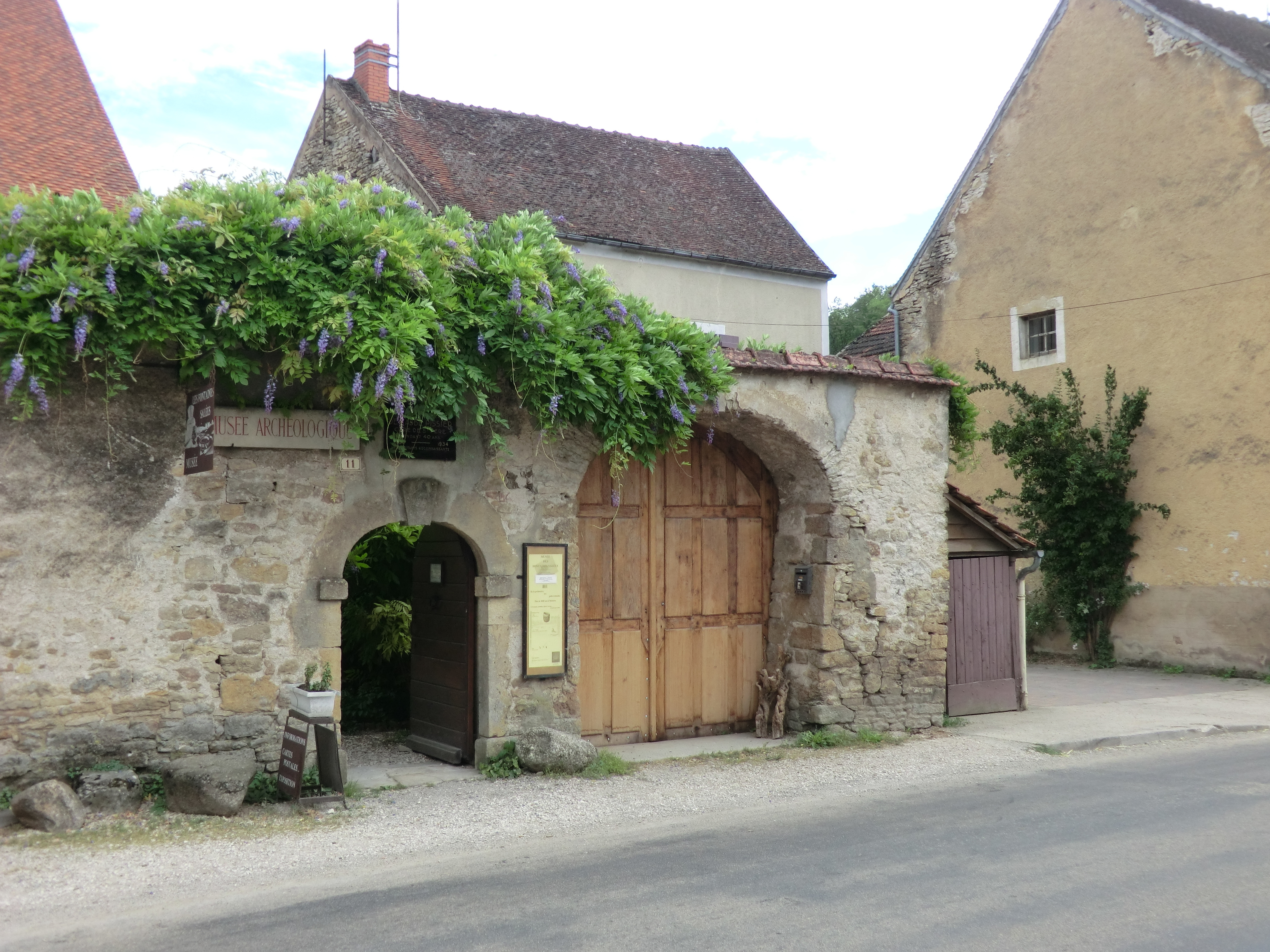
Musée des fouilles des Fontaines Salées.
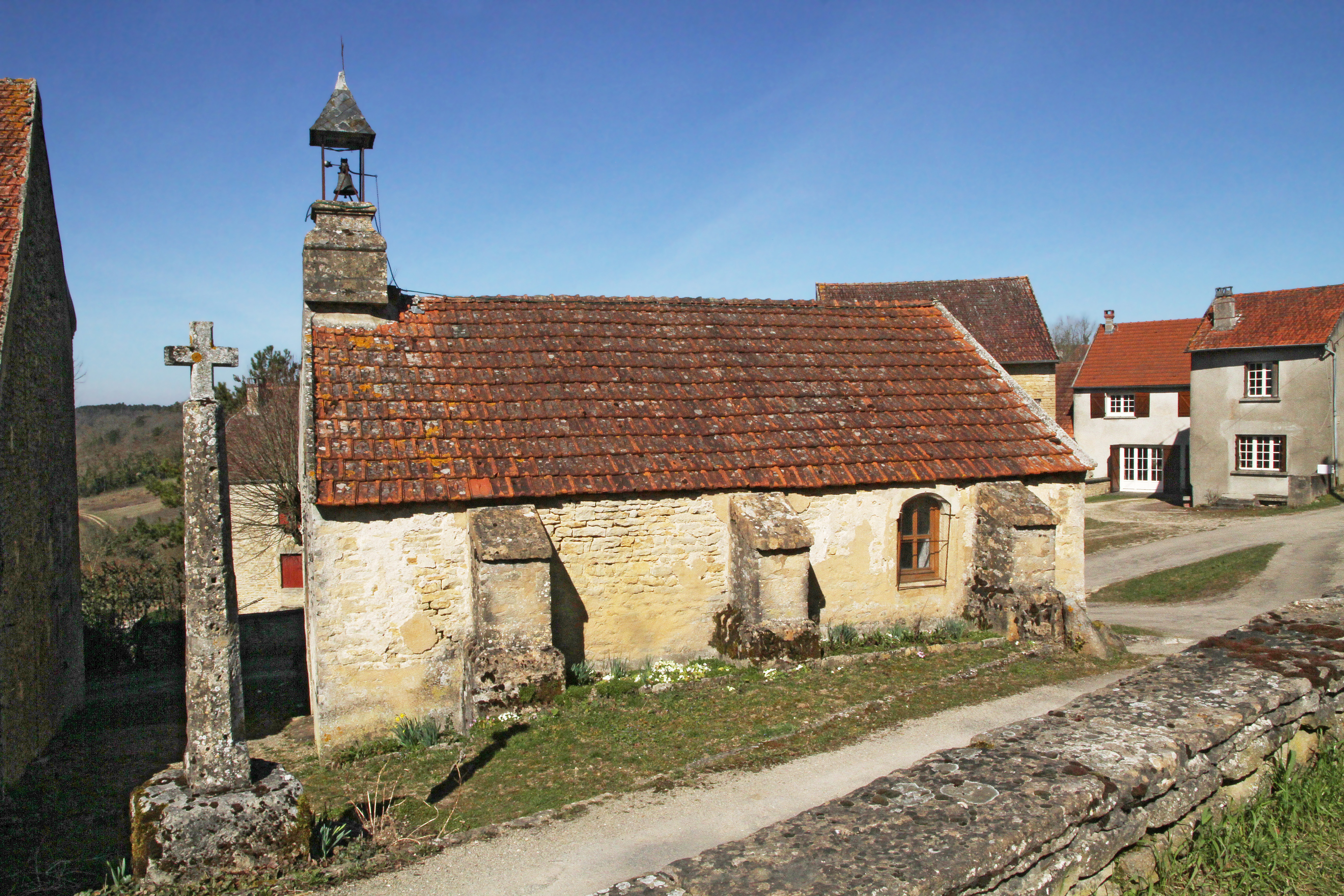
Chapelle et croix en pierre de Fontette.
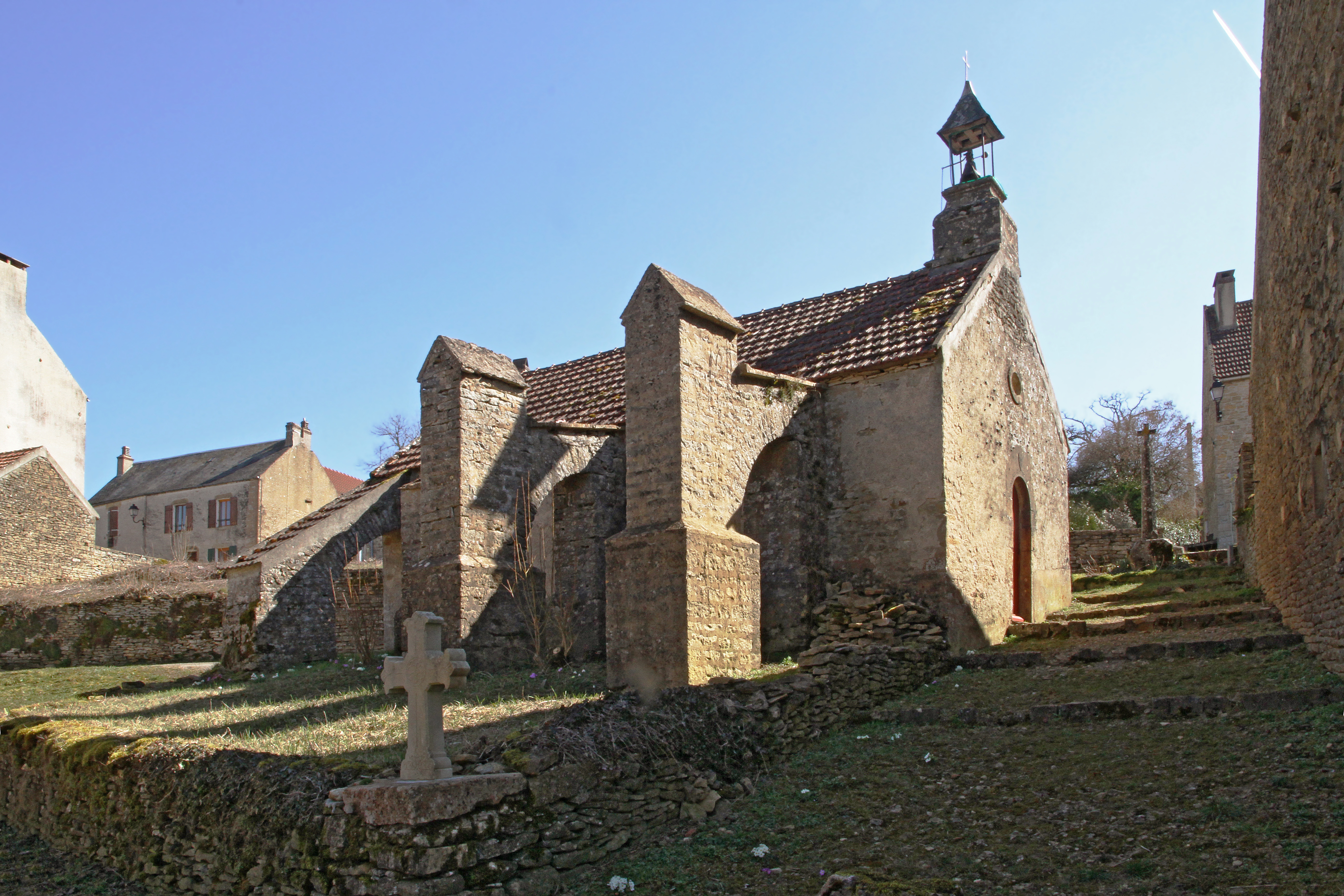
Arcs-boutants de la chapelle de Fontette.
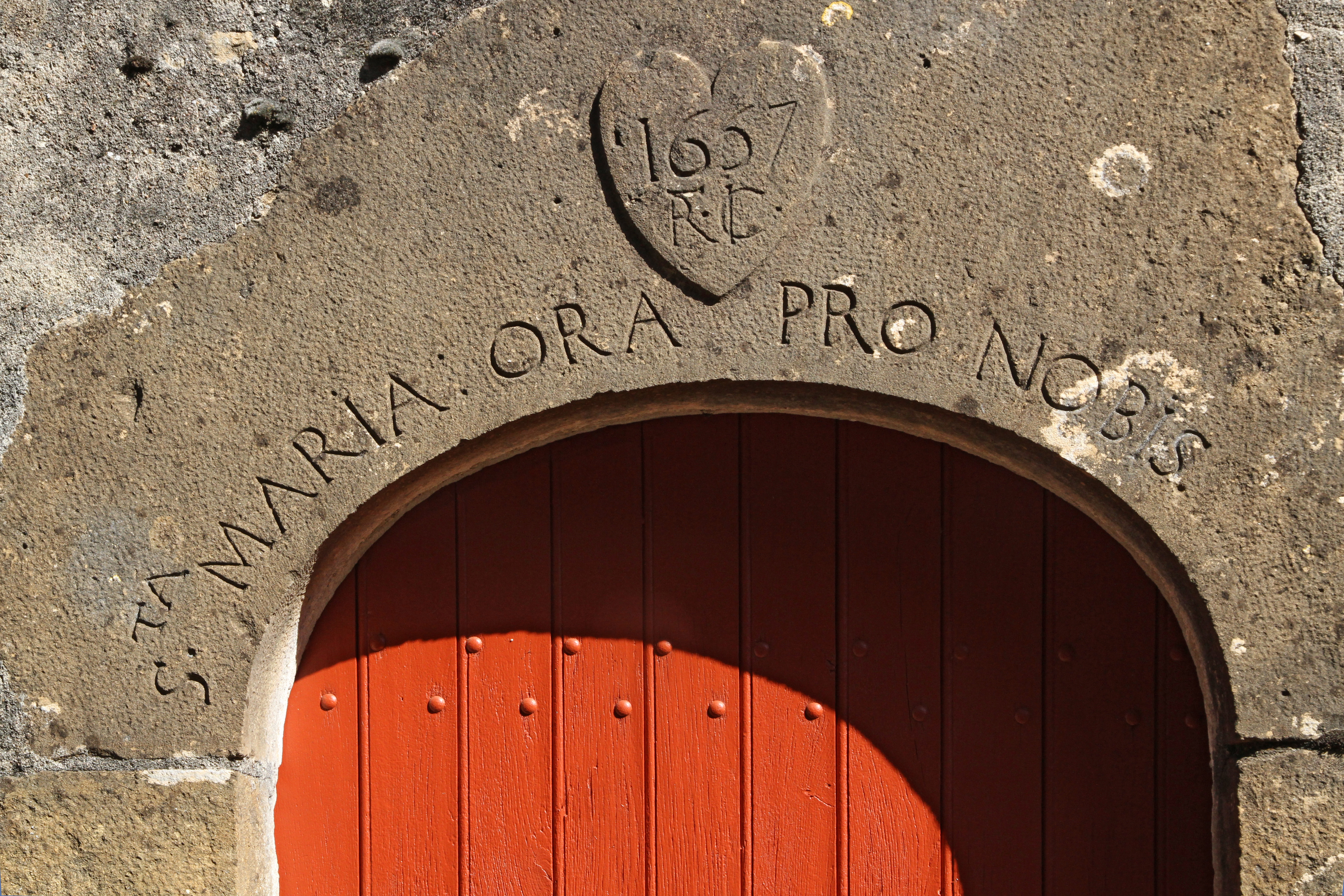
Gravure du linteau « Sainte Marie priez pour nous »
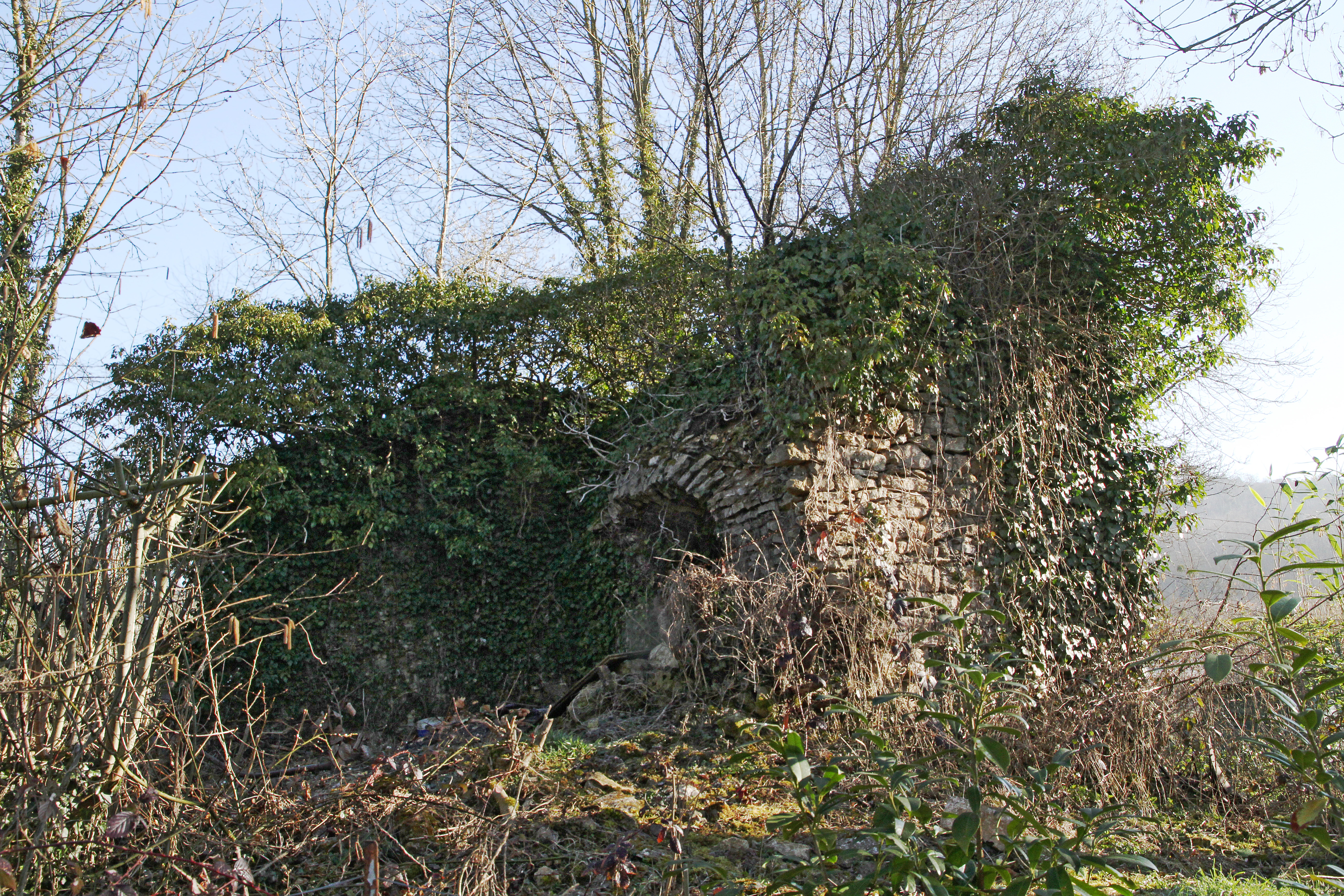
Ruines de la chapelle de Nanchèvre.